# تعطيل (فلسفة وأديان)
تعطيل (فلسفة وأديان) التعطيل مصطلح فلسفي يستخدمه المتكلمون في الأديان عند الحديث على صفات الرب تعالى، ويراد به نفي وجود الخالق أو نفي ما يجب له من الأسماء والصفات كليًّا أو جزئيًّا. وهناك علاقة بين المعنى اللغوي والشرعي للتعطيل؛ فالمعنى اللُّغوي للتعطيل وهو الخلوّ والفراغ، هو المستعمل في الشرع؛ إذ يعني: خلو الرب تعالى من الصفات، أو تفريغ الصفات من معانيها ومدلولاتها الصحيحة، وخلو الكون من خالق.

## التعطيل بحسب ما يراهابن قيم الجوزيةثلاثة أقسام
1-تعطيل المصنوع عن صانعه وخالقه.
2-تعطيل الصانع سبحانه وتعالى عن كماله المقدَّس، بتعطيل أسمائه وصفاته وأفعاله.
۳-تعطیل معاملته سبحانه وتعالى عمّا يجب على العبد من حقيقة التوحيد.
ويرى علماء أهل السنة من المسلمين أن الذين ينفون صفات الخالق حقيقة قولهم يؤدي إلى نفي وجود الخالق، إضافة إلى مخالفته لنصوص القرآن وأقوال الرسول محمد صلى الله عليه وسلم، وتشكيك الناس في الاعتقاد، وقد عارضوا هذا المذهب، وقاموا بالرد عليه، وبينوا حقيقة ما يؤدي إليه، عبر المؤلفات والمناظرات منذ نشأ هذا المصطلح.
أهل الوحدة: والقائلون بوحدة الوجود حقيقة قولهم هو قول ملاحدة الدهرية الطبيعية؛ الذين يقولون: ما ثمّ موجود إلا هذا العالم المشهود، وهو واجب بنفسه، وهو القول الذي أظهره فرعون.
وقال ابن القيم مبيِّنًا حقيقة قول الفلاسفة: هو إنكار ماهية الرب الزائدة على وجوده، وإنكار صفات كماله، وأنّه لا سمع له، ولا بصر، ولا قدرة ولا حياة، ولا إرادة، ولا كلام، ولا وجه، ولا يدين، وليس فيه معنيان متميز أحدهما عن الآخر البتة.
وقال أحمد ابن حنبل: فعند ذلك تبيَّن للنّاس أنّهم لا يثبتون شيئًا ولكنّهم يدفعون عن أنفسهم الشنعة بما يقرُّون في العلانية.
قال الله سبحانه وتعالى: {لَيْسَ كَمِثْلِهِ شَيْءٌ وَهُوَ السَّمِيعُ البَصِيرُ } [الشورى: 11]، وفي الآية رد على المعطِّلة والذين ينفون الصفات عن الله تعالى، وذلك في قوله: {وَهُوَ السَّمِيعُ البَصِيرُ }؛ إذ فيها إثبات صفتي السمع والبصر.

## أقسام التعطيل
التعطيل ثلاثة أقسام:
1-تعطيل المصنوع عن صانعه وخالقه.
2-تعطيل الصانع سبحانه وتعالى عن كماله المقدَّس، بتعطيل أسمائه وصفاته وأفعاله.
۳-تعطیل معاملته سبحانه وتعالى عمّا يجب على العبد من حقيقة التوحيد.
والـنـوع الأول والـثـانـي مـن أنـواع التعطيل من الشرك في الربوبية، والنوع الثالث من الشرك في الألوهية.

## آثار التعطيل
من آثار مقولات المعطلة:
1-الطعن في نصوص الوحي، وما ترتب عليه من الطعن في الدِّين وإثارة الشُّبه والشكوك فيه.
۲-تهميش النُّصوص الشرعيَّة، وتضخيم جانب العقل، وتقديمه على النقل.
3-ما ترتب على قول الجهمية من المقولات الفاسدة في الصفات والتي انبثقت من قول الجهمية، وتأثّرت بها.
4-تشكيك الناس في عقائدهم بما جاؤوا به من فكر فلسفي وافد، مبني على أصول وثنية.